# Breg (râu)
Breg este un curs de apă din landul Baden-Württemberg, Germania, care, contopindu-se cu râul Brigach în orașul Donaueschingen, dă naștere fluviului Dunăre. Izvorul Breg-ului este considerat izvorul Dunării, deoarece Breg are o lungime mai mare decât Brigach.